# توماس جاكوبسن
توماس جاكوبسن (بالنرويجية البوكمول: Thomas Jacobsen)‏ (16 سبتمبر 1983 في النرويج - ) هو لاعب كرة قدم نرويجي في مركز الدفاع. لعب مع نادي بودو/غليمت ونادي لين.

## وصلات خارجية
- توماس جاكوبسن على موقع قاعدة بيانات كرة القدم.إي يو (الإنجليزية)
- توماس جاكوبسن على موقع Soccerway.com (الإنجليزية)